# Berufskolleg Ostvest
Das Berufskolleg Ostvest  in Datteln in Nordrhein-Westfalen ist eine berufsbildende Schule in Trägerschaft des Kreises Recklinghausen. Namensgeber ist das Vest Recklinghausen. Die Schule ist ein Bündelberufskolleg mit den Bereichen Wirtschaft, Technik und Informatik.

## Überblick
Neben der Berufsschule gibt es Vollzeitbildungsgänge, die zum Abitur, zur Fachhochschulreife oder zum Mittleren Schulabschluss (Fachoberschulreife) führen. 
Das Bildungsangebot umfasst die Bereiche Elektrotechnik, Fahrzeugtechnik, Informations- und Telekommunikationstechnik, Maschinenbautechnik sowie Wirtschaft und Verwaltung.

## Geschichte
Als Vorläufer des jetzigen Berufskollegs kann die Sonntagsschule in Datteln gewertet werden. Am arbeitsfreien Sonntag bot man hier, weitgehend kirchlich unterstützt und deshalb natürlich nach dem Gottesdienst, Lernwilligen vor allem aus dem Handwerk die Gelegenheit, ihren Bildungshunger zu stillen.
Ebenfalls das Wochenende opfern mussten jene Handwerkslehrlinge, die die Fortbildungsschule in Datteln besuchten, die von etwa 1888 bis 1922 in den Annalen verzeichnet ist. Ergänzend zu der betrieblichen Unterweisung wurden hier Hilfen in Lesen, Rechnen und Schreiben gegeben, die nach und nach immer berufsbezogener ausfielen. Hieraus entwickelte sich dann die Berufsschule, die 1922 erstmals urkundlich erwähnt wird.
1924 wurde die Handelsschule gegründet. Somit kam zu der teilzeitschulischen Ausbildung in der Berufsschule ein zweiter, noch heute gültiger Zweig hinzu: die vollzeitschulische Ausbildung. Schüler wurden und werden in diesen Bildungsgängen gezielt auf das Berufsleben vorbereitet werden. Während die Handelsschule auf die kaufmännischen Berufe vorbereitete, finden sich heute auch technische Bildungsgänge in Vollzeitform an der Schule wieder.
Als 1949 mit der Berufsaufbauschule auch die Ausbildung von Menschen hinzukam, die bereits das Berufsleben kennengelernt hatten, war die Struktur geschaffen, wie sie heute noch vorzufinden ist. Im Laufe der Zeit haben sich nicht nur die Bildungsinhalte geändert, sondern gelegentlich auch der Name. Während 1983 noch die "Berufsbildenden Schulen Datteln" ihr 100-jähriges Jubiläum feierten, hieß es ab dem 1. Januar 1993 "Berufsbildende Schulen des Kreises Recklinghausen in Datteln". Grund für diesen Namenswechsel war die Übernahme der Trägerschaft durch den Kreis Recklinghausen. Nach drei Jahren als "Kollegschule Ostvest" wurde dann 1998 die Umbenennung in "Berufskolleg Ostvest – Schule der Sekundarstufe II des Kreises Recklinghausen in Datteln" durchgeführt. Das "Ostvest" kommt vom eigentlichen Ost-West, da das Kolleg im Osten des Westens des Vests liegt, die Stadt Datteln komprimierte jedoch den Namen zu Ostvest (mit V), da es mit dem Vest zusammen passte.

## Schulabschlüsse
Das Berufskolleg bietet folgende schulischen bzw. beruflichen Abschlüsse an:
- Hauptschulabschluss,
- Mittlerer Schulabschluss (Fachoberschulreife),
- Fachhochschulreife und
- Allgemeine Hochschulreife

Folgende Bildungsgänge sind konkret vorhanden:
- Einjährige Berufsfachschule in den Bereichen Elektrotechnik, Informatik, Fahrzeugtechnik, Maschinenbautechnik sowie Wirtschaft und Verwaltung
- Zweijährige Berufsfachschule in den Bereichen Elektrotechnik, Maschinenbautechnik sowie Wirtschaft und Verwaltung
- Dreijährige Assistentenausbildung und Fachhochschulreife im Bereich Informations- und Telekommunikationstechnik
- Fachoberschule für Metalltechnik[2]
- Fachoberschule für Informatik[3]
- Berufliche Gymnasien:
  - Berufliches Gymnasium für Informatik
  - Berufliches Gymnasium für Wirtschaft
- Fachschule für Wirtschaft